# Arizona Lady
Arizona Lady Kálmán Imre utolsó operettje, kétfelvonásos mű.
Az operett Kálmán halálakor befejezetlen maradt. A fia fejezte be. Az első előadás egy müncheni rádióadás volt 1954. január 1-jén. Az első színpadi bemutatóra 1954. február 14-én került sor a berni városi színházban.

## Szereplők
| Szerep                      | Hangfekvés | Szereposztás, rádióadás 1954. január 1 -jén (Karmester: Werner Schmidt-Boelcke) |
| --------------------------- | ---------- | ------------------------------------------------------------------------------- |
| Lona Farrell                | szoprán    | Réthy Eszter                                                                    |
| Roy Dexter                  | tenor      | Herbert Ernst Groh                                                              |
| ifj. Chester Kingsbury      |            |                                                                                 |
| Nelly Nettleton             | szoprán    | Brigitte Mira                                                                   |
| Bonita, mexikói tancosnő    |            |                                                                                 |
| Sheriff Harry Sullivan      | bariton    | Benno Kusche                                                                    |
| Jim Slaughter (Burt Morton) |            |                                                                                 |
| Lopez Ibanez                |            |                                                                                 |

## Cselekménye
- Helyszín:  Arizona és Kentucky
- Idő: 20. század eleje

## Bemutatók
- 2010 júliusa, Chicago Folks Operetta
- 2014 decembere,  Komische Oper Berlin[1][2]

## Fordítás
- Ez a szócikk részben vagy egészben  az   Arizona Lady című német Wikipédia-szócikk fordításán alapul.  Az eredeti cikk szerkesztőit annak laptörténete sorolja fel. Ez a jelzés csupán a megfogalmazás eredetét és a szerzői jogokat jelzi, nem szolgál a cikkben szereplő információk forrásmegjelöléseként.
- Ez a szócikk részben vagy egészben  az   Arizona Lady című angol Wikipédia-szócikk fordításán alapul.  Az eredeti cikk szerkesztőit annak laptörténete sorolja fel. Ez a jelzés csupán a megfogalmazás eredetét és a szerzői jogokat jelzi, nem szolgál a cikkben szereplő információk forrásmegjelöléseként.